# Сокиран, Василий Иванович
Василий Иванович Сокиран (27 января 1939 — 10 мая 2012) — советский изобретатель, ведущий конструктор в области зенитно-ракетных комплексов.

## Биография
Василий Иванович Сокиран родился 27 января 1939 года в городе Копейск Челябинской области.
В 1963 году окончил Московский институт радиоэлектроники и горной электроники. Доктор технических наук. С 1964 года работал в НИИ приборостроения им. В. В. Тихомирова (НИИП), г. Жуковский, пройдя все ступени от инженера до ведущего конструктора.